# National Society of Film Critics Awards 2021
La 55ª edizione dei National Society of Film Critics Awards, annunciati il 9 gennaio 2021, ha premiato i migliori film del 2020 secondo i membri della National Society of Film Critics (NSFC).

## Vincitori
A seguire vengono indicati i vincitori, in grassetto, e gli altri classificati, ciascuno col numero di voti ricevuti (tra parentesi):

### Miglior film
1. Nomadland, regia di Chloé Zhao (52)
2. First Cow, regia di Kelly Reichardt (50)
3. Mai raramente a volte sempre (Never Rarely Sometimes Always), regia di Eliza Hittman (41)

### Miglior regista
1. Chloé Zhao - Nomadland (58)
2. Steve McQueen - Small Axe (41)
3. Kelly Reichardt - First Cow (30)

### Miglior attore
1. Delroy Lindo - Da 5 Bloods - Come fratelli (Da 5 Bloods) (52)
2. Chadwick Boseman - Ma Rainey's Black Bottom (47)
3. Riz Ahmed - Sound of Metal (32)

### Miglior attrice
1. Frances McDormand - Nomadland (46)
2. Viola Davis - Ma Rainey's Black Bottom (33)
3. Sidney Flanigan - Mai raramente a volte sempre (Never Rarely Sometimes Always) (29)

### Miglior attore non protagonista
1. Paul Raci - Sound of Metal (53)
2. Glynn Turman - Ma Rainey's Black Bottom (36)
3. Chadwick Boseman - Da 5 Bloods - Come fratelli (Da 5 Bloods) (35)

### Miglior attrice non protagonista
1. Marija Bakalova - Borat - Seguito di film cinema (Borat: Subsequent Moviefilm) (47)
2. Amanda Seyfried - Mank (40)
3. Yoon Yeo-jeong - Minari (33)

### Miglior sceneggiatura
1. Eliza Hittman - Mai raramente a volte sempre (Never Rarely Sometimes Always) (38)
2. Jonathan Raymond e Kelly Reichardt - First Cow (35)
3. Charlie Kaufman - Sto pensando di finirla qui (Im Thinking of Ending Things) (29)

### Miglior fotografia
1. Joshua James Richards - Nomadland (47)
2. Shabier Kirchner - Lovers Rock (41)
3. Leonardo Simões - Vitalina Varela (34)

### Miglior film in lingua straniera
1. Colectiv, regia di Alexander Nanau (38)
2. Bacurau, regia di Kleber Mendonça Filho e Juliano Dornelles (36) ex aequo con La ragazza d'autunno (Dylda), regia di Kantemir Balagov (36)
3. Vitalina Varela, regia di Pedro Costa (32)

### Miglior documentario
1. Time, regia di Garrett Bradley (46)
2. City Hall, regia di Frederick Wiseman (28)
3. Colectiv, regia di Alexander Nanau (22)

### Film Heritage Award
- Women Make Movies «che, dagli anni settanta, distribuisce film audaci e unici diretti da donne che esercenti più convenzionali non avrebbero altrimenti toccato»
- Film Comment che, «fondata nel 1962 e attualmente in pausa, è stata a lungo la rivista americana di cinema più significativa e a tutto campo»
- Il Brattle Theatre a Cambridge «tra i principali cinema di seconda visione d'America, che proietta film d'essai dal 1953 e continua imperterrita a portare avanti l'onorata tradizione dei double features quotidiani»